# 劉相凡
劉相凡（：／ Yoo Sang-beom，1966年6月4日—），大韓民國保守派政治人物，現任國會議員。
他的弟弟是演員劉五性。